# Шовхал-Берды
Шовхал-Берды (чечен. Шовхала-Берд) — село в Ножай-Юртовском районе Чеченской Республики. Административный центр Шовхал-Бердинского сельского поселения.

## География

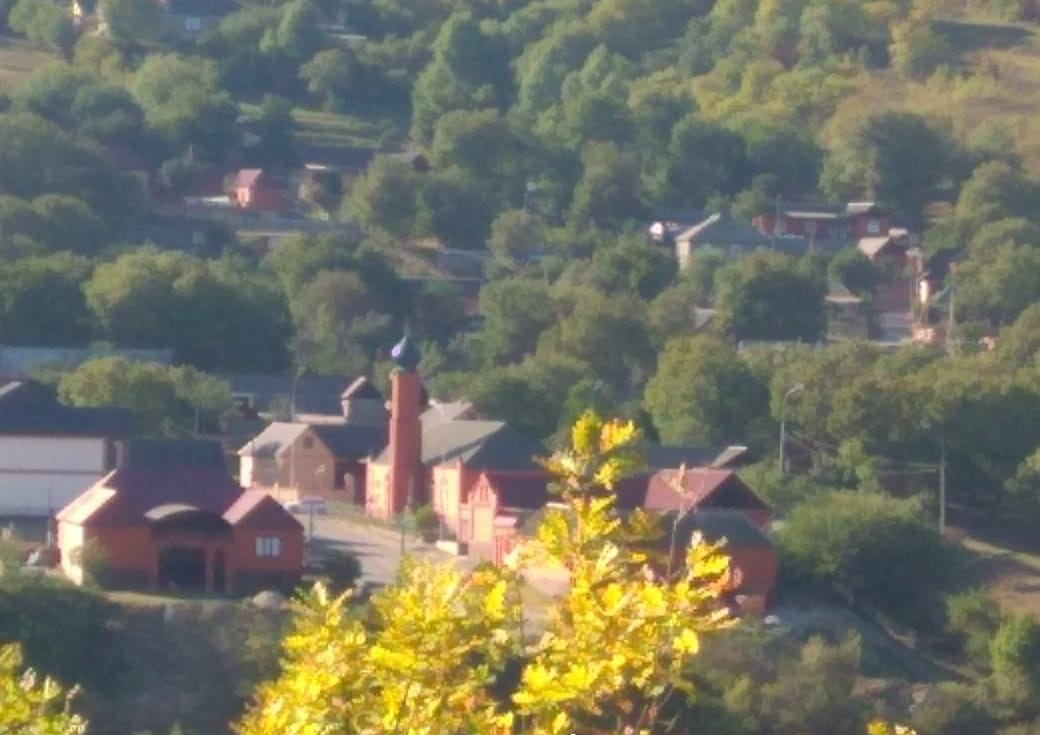
Вид на село Шовхал-Берды

Селение расположено на левом берегу реки Аксай, в 7 км к северо-западу от районного центра — Ножай-Юрт и в 80 км к юго-востоку от города Грозный.
Ближайшие населённые пункты: на северо-востоке — село Согунты, на востоке — село Бетти-Мохк, на юго-востоке — сёла Совраги и Айти-Мохк, на юго-западе — село Аллерой, на западе — село Девлатби-Хутор и на северо-западе — село Бешил-Ирзу.

## История

### В древности
В 1978 году М. Х. Багаев обнаружил могильник, состоящий из каменных ящиков, на высоком левом берегу реки Аксай у Шовхал-Берды, который, вероятно, датируется II тысячелетием до нашей эры.

### XX век
В 1944 году после выселения чеченцев, и упразднения Чечено-Ингушской АССР селение Шовхал-Берды было переименовано в Чанаб и заселено выходцами из соседнего Дагестана.
После восстановления Чечено-Ингушской АССР, в 1958 году населённому пункту было возвращено его прежнее название — Шовхал-Берды, а выходцы из Дагестана переселены обратно.

## Население
| 1990 | 2002 | 2010 |
| ---- | ---- | ---- |
| 581  | ↗666 | ↗840 |

## Тейпы
В селе проживают представители тейпа Аллерой.

## Образование
- Шовхал-Бердийская муниципальная средняя общеобразовательная школа[10].